# Чинук (вітер)

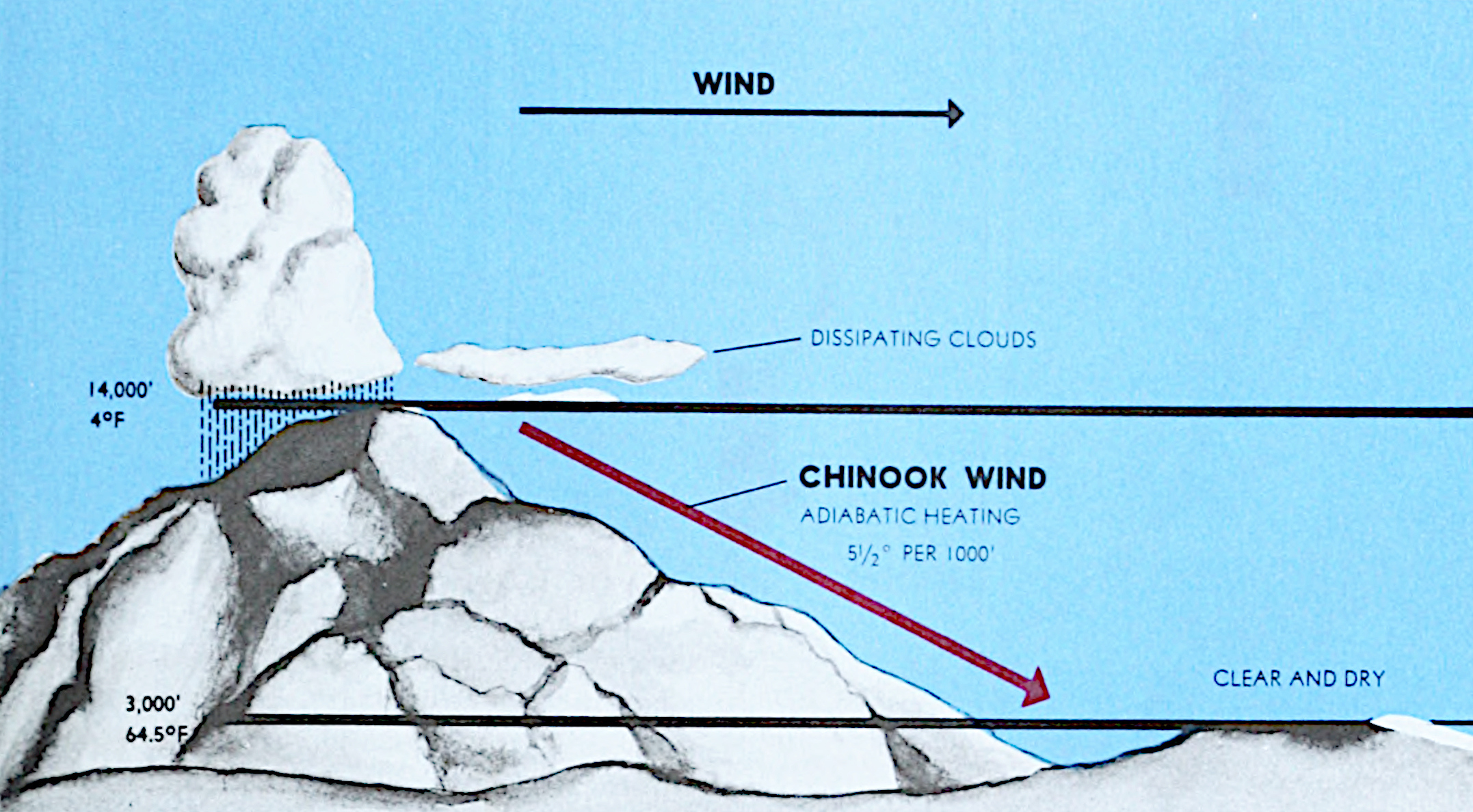
Адіабатичне потепління повітря, що рухається долі; це утворює теплий вітер, який називається чинук.

Чину́к (англ. chinook, від назви індіанського племені чинук) — південно-західний вітер-фен, що дме у Канаді та США зі східних схилів Скелястих гір на прилеглі до них ділянки прерій. Супроводжується дуже швидким, різким (іноді на 20-30 °C) підвищенням температури повітря, що сприяє посиленому таненню снігів, прискоренню дозрівання плодів тощо. Чинук спостерігається в усі пори року, але особливо часто узимку. З індіанської мови перекладається як пожирач снігу. Сніг майже не тане, відразу випаровується.